# Ladie’s Night (groupe)
Ladie’s Night est un groupe de Double Dutch et rap français actif entre 1988 et 1991.
Il est formé par les chanteuses et danseuses Dallande Gomis, Naomie Nonga, Pascale Obolo, Claudine Vigouroux et Alexandra Meyers.

## Présentation
Ladie’s Night est formé en 1988 par les chanteuses et danseuses Dallande Gomis, Naomie Nonga, Pascale Obolo, Claudine Vigouroux et Alexandra Meyers,. Issues de quartiers populaires et de l'immigration, elles sont désireuses de s'exprimer et de revendiquer leurs droits à travers le hip-hop. Leurs textes abordent des thématiques telles que les violences faites aux femmes et le sexisme, comme dans la chanson Femmes battues.
Ladie’s Night est considéré comme étant le premier groupe de hip-hop exclusivement féminin créé en France.
Le groupe fait notamment la première partie de Queen Latifah mais refuse les propositions des maisons de disques et s'éteint en 1991.

### Filmographie
- 2017 : Paris 8 - La fac Hip-Hop : Ladie's Night, de Pascal Tessaud[5]
- 2022 : Le Monde de demain (épisode 4) réalisée par Katell Quillévéré et Hélier Cisterne

### Podcast
- 1991 : Fausine et Pascale, deux filles qui rappent, épisode de La vie d'avant[6]